# Bierwurst

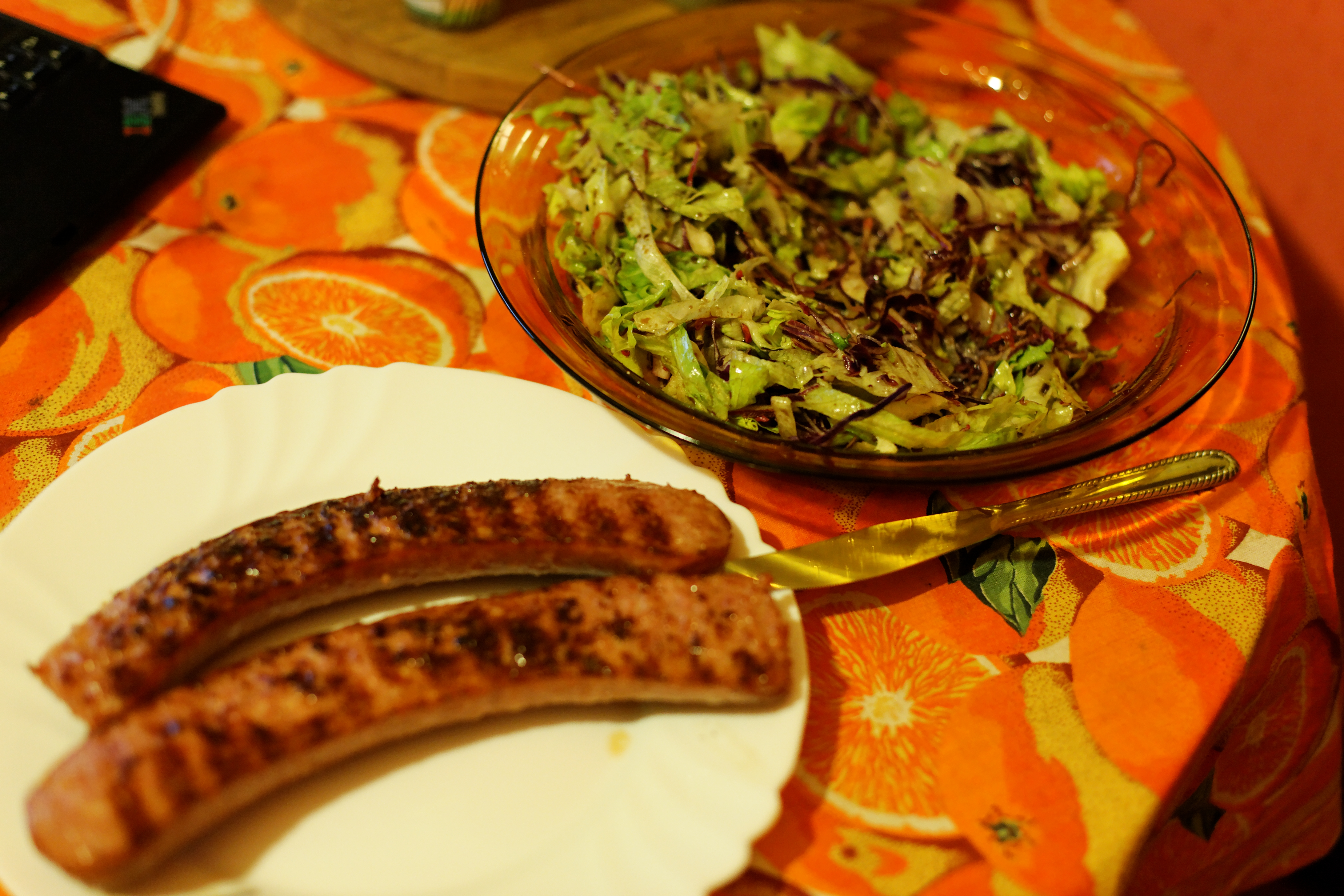
Bierwurst con ensalada iceberg.

La bierwurst es una brühwurst (salchicha escaldada alemana) cocida y ahumada originaria de Baviera, con sabor a ajo y de color rojo oscuro. Se condimenta con granos de pimienta negra, pimentón y granos de mostaza.
La carne empleada en su elaboración se cura parcialmente y entonces se embute con los demás ingredientes, tras lo cual la salchicha se deja curar más, se ahúma y se escalda. Suele venderse como fiambre. La bierwurst fresca sin ahumar se conserva dos días en el refrigerador, y la precocinada unos 5–7 días.
Al contrario de lo que sugiere el nombre, la bierwurst no contiene cerveza, sino que se toma como aperitivo acompañada de ésta.